# Дунав (булевард в Пловдив)
Вижте пояснителната страница за други значения на Дунав.
Дунав е най-северният, основен булевард, простиращ се по дължина в посока запад-изток, в Район Северен на град Пловдив.

## Транспорт
По булевард „Дунав“ минават автобуси №1, №16 и №25, както и маршрутка №5. Преди по булеварда са минавали и маршрутки №6 и №19, а преди спирането на тролеите през 1 октомври 2012 г. – и тролейбусна линия №3. В миналото са минавали и други тролейбуси.
Образование:
На булеварда има 2 училища и един университет - Висше училище по агробизнес и развитие на регионите.